# Zolotnyký
Zolotnyký (ucraniano: Золотники́; polaco: Złotniki) es un municipio rural de Ucrania, perteneciente al raión de Ternópil en la óblast de Ternópil.
El municipio, con una población total de casi ocho mil habitantes, incluye tanto el pueblo de Zolotnyký (de algo menos de dos mil habitantes) como veinte pedanías. El municipio se fundó en 2015 mediante la fusión de los hasta entonces consejos rurales de Zolotnyký, Bahátkivtsi, Benevá, Burkániv, Vyshnívchyk, Háiboronka, Hvardiske, Zarvanytsia, Kotúziv, Malovody, Nadrichne, Semýkivtsi, Sókoliv y Sosniv. Además de estos catorce pueblos, pertenecen al actual municipio otros siete: Výshenky, Honcharky, Pantalyja, Pidrudá, Rakovets, Sapová y Semýkivtsi.
Se ubica a orillas del río Strypa, unos 30 km al suroeste de la capital regional Ternópil, sobre la carretera T2006 que lleva a Búchach. La carretera T2006 se cruza al norte de este pueblo con la carretera T0903, que une Pidhaitsi con Terebovlia.

## Historia
Se conoce la existencia del pueblo desde 1435. En 1485 se le concedieron derechos de ciudad, por su ubicación en la ruta comercial entre Prykarpattia y Podilia. A finales del siglo XV y principios del siglo XVI, la familia noble Wilczek construyó aquí un castillo. La fortaleza fue casi destruida por los tártaros de Crimea en 1624, y sus restos fueron tomados por los cosacos en la rebelión de Jmelnitski en 1648. Debido a su disminución de población, la RSS de Ucrania le retiró en 1984 el estatus de ciudad y pasó a considerarse asentamiento de tipo urbano. Entre 1991 y 2015, ya con estatus de pueblo, formó por sí solo un consejo rural sin pedanías en el raión de Terebovlia.